# Bazilica Sacro Cuore di Gesù din Roma
Bazilica Sacro Cuore di Gesù este o biserică din Roma, ctitorită de papa Leon al XIII-lea. Acesta a încredințat în 1879 construcția clădirii lui Don Bosco, după un proiect al arhitectul Francesco Vespignani. Lăcașul a fost inaugurat în 1887. Este una din cele mai mari biserici de secol XIX din Roma. Clădirea se află vizavi de Gara Termini.